# Ellen Wroe
Ellen Wroe, née à Austin (Texas) le 7 juin 1988, est une actrice américaine, apparaissant dans de nombreux téléfilms.

## Biographie
En 2010, Ellen Wroe a obtenu le rôle de Candice Hooper dans Destination finale 5 (Final Destination 5) sorti en 2011.

## Filmographie
- 2009 : I Didn't Know I Was Pregnant :  Lucy
- 2010 : La Nouvelle Vie de Gary : Jessica
- 2010 : Huge : Meredith
- 2011 : Destination finale 5 (Final Destination 5) : Candice Hooper
- 2012 : Southland : Cathy
- 2015 : NCIS : Nouvelle-Orléans : Lindsay Garrett, Lieutenant de la Navy
- 2016 : Animal Kingdom : Alexa Anderson, professeure de Joshua et Nikki
- 2017 : Criminal Minds : saison 13, épisode 17 Sous_le_masque_du_clown : Dina Capilano